# 스위트 홈 (비디오 게임)
스위트 홈(Sweet Home, 일본어: スウィートホーム)은 캡콤이 1989년 패밀리 컴퓨터용으로 개발하고 배급한 서바이벌 호러 롤플레잉 비디오 게임이다. 동명의 일본 영화 스위트 홈에 기반을 두고 있으며 5명의 영화 제작자들이 한 오래된 맨션에 숨겨진 프레스코를 찾기 위해 탐험하는 이야기를 다룬다.
이 게임은 1985년 비디오 게임 마계촌 등의 아케이드 게임을 주로 작업했던 후지와라 도쿠로가 감독했다.